# Ганс Ніффелер
Ганс Ніффелер (нім. Hans Nyffeler, 29 січня 1908 — 1979) — швейцарський футболіст, що грав на позиції захисника. Виступав, зокрема, за клуби «Цюрих», «Янг Фелловз», «Ла-Шо-де-Фон». Володар Кубка Швейцарії.

## Клубна кар'єра
Виховувався в клубі «Цюрих», в складі якого грав в 1929—1933 роках. Був далеким від основного складу і зіграв за цей час лише шість матчів з врахуванням товариських. Забив два голи у товариській грі проти литовського «Каунаса» (6:3) на початку 1932 року. Єдиний офіційний матч зіграв в тому ж 1932 році проти «Ла-Шо-де-Фон» в чемпіонаті Швейцарії. В підсумку команда в тому чемпіонаті посіла друге місце.
В 1933-34 роках грав за інший клуб з Цюриха «Ерлікон», що виступав в нижчих дивізіонах чемпіонату країни. В наступному сезоні став гравцем клубу «Янг Фелловз» Цюрих. Грав за клуб у найкращому сезоні в його історії 1935-36. «Янг Фелловз» став другим у чемпіонаті, а також виграв Кубок Швейцарії. У півфіналі клуб з Цюриха переміг «Янг Бойз» з рахунком 4:1, а у фіналі обіграв «Серветт» — 2:0.
Влітку 1936 року брав участь в Кубку Мітропи. Швейцарські клуби вперше отримали запрошення виступити в турнірі, розпочинали свій шлях в кваліфікаційному раунді і всі четверо представників не змогли пройти далі. «Янг Фелловз» зустрічався з угорським клубом «Фебуш» і без шансів двічі програв 0:3 і 2:6.
В сезоні 1936-37 став бронзовим призером чемпіонату Швейцарії. Влітку 1937 року «Янг Фелловз» знову брав участь у Кубку Мітропи. Команда одразу ж вилетіла в 1/8 фіналу, але змогла нав'язати боротьбу більш статусній «Вієнні» з Австрії. У віденському матчі «Янг Фелловз» вів у рахунку, але все-таки програв 1:2. В матчі-відповіді швейцарці здобули перемогу 1:0 завдяки голу Лайоша Палі. Переможця дуелі мав визначити додатковий матч. Австрійці не наполягали на нейтральному полі і погодились провести цей поєдинок у Цюриху через два дні після попереднього. Більш досвідченні гості з Відня перемогли з рахунком 2:0 і пройшли далі.
З 1938 року грав за команду вищого дивізіону «Ла-Шо-де-Фон», в якій провів два повних сезони і початок чемпіонату 1940-41. Під час останнього перейшов у рідний «Цюрих», з яким виграв другий дивізіон чемпіонату Швейцарії. В 1940—1945 роках зіграв в складі «Цюриха» 96 матчів, з яких 74 матчі (і 1 гол) в чемпіонаті, 12 в Кубку Швейцарії і 10 товариських поєдинків.

## Статистика виступів

### Статистика виступів в чемпіонаті
Виступи у чемпіонаті Швейцарії.
| Сезон   | Клуб         | Ліга                | Матчі | Голи |
| ------- | ------------ | ------------------- | ----- | ---- |
| 1931/32 | Цюрих        | Чемпіонат Швейцарії | 1     | 0    |
| 1934/35 | Янг Фелловз  | Чемпіонат Швейцарії | 24    | 0    |
| 1935/36 | Янг Фелловз  | Чемпіонат Швейцарії | 19    | 0    |
| 1936/37 | Янг Фелловз  | Чемпіонат Швейцарії | 10    | 0    |
| 1937/38 | Янг Фелловз  | Чемпіонат Швейцарії | 16    | 0    |
| 1938/39 | Ла-Шо-де-Фон | Чемпіонат Швейцарії | 22    | 0    |
| 1939/40 | Ла-Шо-де-Фон | Чемпіонат Швейцарії | 20    | 0    |
| 1940/41 | Ла-Шо-де-Фон | Чемпіонат Швейцарії | 4     | 0    |
| 1940/41 | Цюрих        | 2 ліга Швейцарії    | 9     | 0    |
| 1941/42 | Цюрих        | Чемпіонат Швейцарії | 22    | 0    |
| 1942/43 | Цюрих        | Чемпіонат Швейцарії | 18    | 0    |
| 1943/44 | Цюрих        | Чемпіонат Швейцарії | 23    | 1    |
| 1944/45 | Цюрих        | Чемпіонат Швейцарії | 2     | 0    |
| РАЗОМ   |              | Вищий дивізіон      | 181   | 1    |

### Статистика виступів у Кубку Мітропи
| №                      | Розіграш               | Стадія                 | Дата та місце проведення | Команда 1              | Рахунок | Команда 2    | Голи |
| ---------------------- | ---------------------- | ---------------------- | ------------------------ | ---------------------- | ------- | ------------ | ---- |
| 1                      | 1936                   | кв. раунд              | 07.06.1936 Цюрих         | Янг Фелловз            | 0:3     | Фебуш        |      |
| 2                      | 1936                   | кв. раунд              | 14.06.1936 Будапешт      | Фебуш                  | 6:2     | Янг Фелловз  |      |
| 3                      | 1937                   | 1/8                    | 13.06.1937 Відень        | Ферст Вієнна           | 2:1     | Янг Фелловз  |      |
| 4                      | 1937                   | 1/8                    | 27.06.1937 Цюрих         | Янг Фелловз            | 1:0     | Ферст Вієнна |      |
| 5                      | 1937                   | 1/8 дод.               | 29.06.1937 Цюрих         | Янг Фелловз            | 0:2     | Ферст Вієнна |      |
| Всього в Кубку Мітропи | Всього в Кубку Мітропи | Всього в Кубку Мітропи | Всього в Кубку Мітропи   | Всього в Кубку Мітропи | 5       |              | 0    |

## Титули і досягнення
- Срібний призер чемпіонату Швейцарії (2):

«Цюрих»: 1931–1932: «Янг Фелловз»: 1935–1936
- Бронзовий призер чемпіонату Швейцарії (1):

«Янг Фелловз»: 1936–1937
- Володар Кубка Швейцарії (1):

«Янг Фелловз»: 1935–1936
- Переможець другого дивізіону чемпіонату Швейцарії (1):

«Цюрих»: 1940—1941